# JOKER DX
『JOKER DX』（ジョーカー デラックス）は、2014年4月4日から2021年3月26日まで大分朝日放送で毎週金曜 24:15 - 24:45（土曜未明0:15 - 0:45）に放送されていた番組である。
2013年10月5日に前番組である同名の『JOKER』（2013年10月6日未明放送開始）から、番組名はそのままで出演者や番組内容をリニューアルし、新『JOKER』となった後、2014年4月4日に放送日時が現在の金曜深夜（土曜未明）へ移動した際に『JOKER DX』となった。ここではリニューアル後のJOKERと、改名後のJOKER DXまでを記す。
2021年3月26日の放送をもって、JOKER DXは終了。番組は改名リニュアルし、火曜日の深夜枠に移動。JOKER EX（ジョーカーエックス）となった。

## 概要
基本コンセプトは深夜の実験的バラエティ番組。企画、演出、出演者、スタッフ、すべて実験的なので、おもしろくなければ即打ち切りかもしれないというスタンスではじまった。2018年4月6日（7日未明）から、本放送が従来の放送開始時間より5分早くなり、24:15からの放送になった。2017年4月23日から、本放送とは別に毎週日曜日5:45に約2年前の番組が再放送され、後に月曜2:40からの枠に移動し、さらに金曜日14:29からの枠に移動して放送されていた。
| タイトル | 放送時間（JST）                | 放送期間                      | 備考                                                 |
| -------- | ------------------------------ | ----------------------------- | ---------------------------------------------------- |
| JOKER    | 日曜日1:30 - 2:00 （土曜深夜） | 2012年4月8日 - 9月30日        | 初回は1:50 - 2:20放送。                              |
| JOKER    | 日曜日1:45 - 2:15 （土曜深夜） | 2012年10月7日 - 2014年3月30日 | 『土曜ワイド劇場』枠拡大に伴い繰り下げ。             |
| JOKER DX | 土曜日0:20 - 0:50 （金曜深夜） | 2014年4月5日 - 2018年3月31日  |                                                      |
| JOKER DX | 土曜日0:15 - 0:45 （金曜深夜） | 2018年4月7日 - 2021年3月26日  | 直前の『プレビューOAB&あすのお天気』と放送枠を交換。 |

プライムタイム枠の特番拡大時や『熱闘甲子園』放送時は繰り下げ。また全米・全英オープン、全英女子オープンといったゴルフ中継時や、時差が大きい海外でオリンピックや世界水泳選手権が中継される時も休止となる場合がある。

## 出演者

### 現在の出演者
- 首藤将太（野良レンジャー）
- 中島綾菜（進行する人）冨永が産休中の2017年7月から2018年4月末まで代役を務め、2019年4月から番組卒業した冨永に代わって復帰した。

### 元出演者
- 冨永実加子(OAB大分朝日放送アナウンサー) 2017年6月末から産休に入り、2018年5月から復帰したが、2019年3月末をもって番組卒業した。ただし卒業後も顧問として番組のSNS更新は引き続き担当している[1]。
- 梶川善寛 2021年2月26日の放送内で中島から番組を卒業したことが発表された。

### 臨時の出演者
- クボタヨシフミ 梶川が休んだ第8回放送時に代理で出演
- きどゆういち 豊後遺産、ブリの寒ざらしの回に出演。
- 竹尾悠兵（野良レンジャー）梶川が番組を休んだ期間のスタジオ出演等で複数回出演[2]
- おたふくまめ 2014年10月31日放送のサプライズプロポーズの見届け人として出演
- 本田理沙 2015年12月18日放送分に出演しハーモニーランドおすすめ女子会を紹介した。

### JOKERファミリー
コーナーに出演した人が、その後、度々出演するとJOKERファミリーと呼ばれるようになる。また、JOKERファミリーはなぜか個人的に繋がっており、番組内では「横の繋がり」と呼ばれている。
- チーム酔いどれ
初出演は勝手にWELCOMEで紹介した日出のイベントの参加者。その後、豊後遺産や番組対抗イベント等に出演した。
- 蒲江のピエールさん
豊後遺産にたびたび登場するも、どれも認定されず。
- 八木みちる
スポンサーのファッションホテル紹介で初登場。その後お礼ツアー等で複数回出演。別府でカフェやスナックを運営する他、NPO法人別府八湯温泉道名人会にも所属している。
- スッポン名人小野さん
初回登場時の豊後遺産では認定されなかったことで、スッポンの骨を使ったアクセサリを番組に贈る等、度々番組内で紹介されている。
- 臼杵ミワリークラブのミリタリーさんと小僧
首藤が臼杵と竹田を勘違いした際に「岡城じゃねぇし」という名ゼリフを放った。
- 豊後大野市役所の神志那さん
豊後遺産ヘビープレゼンターとして度々登場し、他市町村の職員からもライバル視されている。
- ナシロー
豊後遺産で登場後、毎年OAB大感謝祭に参加している他、年末スペシャルにて他のキャラクター達と大分空港でMC陣を出迎え、姫島へのフェリーチケットを渡す役を務めた。
- 九重町の「わっしぃ」こと鷲頭さん
豊後遺産ヘビープレゼンターとして度々登場した他、2016年のOAB大感謝祭には番組対抗企画に豊後肉を提供した。ネタの仕込みと小芝居が大好き。2019年からYoutuber「わっしぃ」として活動を開始した。
- 木村真琴
豊後遺産で初出演後、公開収録などで複数回出演、本業のフードアナリストとしてファン感謝祭の大鍋をプロデュースした。
- ジョン森
大分県日田市のエンターテイナー。「ゆいレール」など、数々の鉄道の開通に一番乗りで乗車し続けた人物。出演時、一人紅白歌合戦と称し、サザンオールスターズや米津玄師、Queenなどのモノマネと替え歌を披露した。豊後遺産に認定されたナシローのテーマソングは、ジョン森が作詞作曲を手がけている。
- 丸二水産の橋本会長
自称、蒲江のAKB（あきれた蒲江のババア）

### JOKER BIG4
JOKERファミリーの中でも、登場回数が多く、番組への貢献度が高い4人のこと。
- 山のわっしい
- 海のピエール
- 妖怪のミリタリー
- 役人の神志那

### JOKER三賢人
JOKERBIG4とは一線を画した、非凡な有識者3人のこと。
- 木村真琴
- ぴんくのかば
- 河口編集長

### 番組に出演した芸能人
- 劇団EXILEの青柳翔
- 指原莉乃プロデュースの=LOVE(アイドルグループ)
- 秋元康プロデュースの吉本坂46(大地洋輔)(アイドルグループ)
- IMALU
- マギー (モデル)
- ダイノジ
- 平成ノブシコブシの吉村崇
- フルーツポンチの村上健志
- ホンジャマカの石塚英彦
- 野性爆弾
- EXILE、EXILE THE SECONDの黒木啓司
- FUJIWARAの原西孝幸
- たむらけんじ
- 我が家
- ニャロメロン
- 弥永英晃
- 真壁刀義
- ミスマガジン2020エントリーの後藤真桜（ミスヤングマガジン受賞）[3]

## 主なコーナー

### 豊後遺産　新豊後遺産
- 人知れず存在する「大分っぽいから大切にしたい」後世に受け継ぐべき物や人や風景などを『豊後遺産』とし、認定数100を目指す。ロケ映像を見た後にスタジオで補足情報が読まれることがある。同じような内容をシリーズと呼んでおり、石シリーズ、名人シリーズ、プレゼンターがいるプレゼンシリーズ等がある。

### インパクトツアー
- この世で巡り合ってしまうインパクトのあるものをスタッフの独断と偏見で調査する。

### Theセルフぷろでゅーす
- 自分の特技や自慢などのPRを30秒動画で紹介する。映像途中でも30秒になるとそこでカットされる。

### 論説ばんび
- スナックばんびのママがするどい洞察力で世相を斬る。毎回時事的テーマが出され、それについて語る。

### 勝手にWELCOME
- 取材しませんか？と言われるような行事を見つけて、勝手にその素晴らしさを伝えるコーナー。

### 真夜中のシズル
- 身近にあり、ついついそそられる食べ物をシズル感たっぷりに、ソソラレストの口元アップ映像で紹介する。

### 秘境パトロール
- この地に眠る未開の地に踏み入れた時そこは我々のユートピアとなるのか 今こそ開こう新たな世界を。

### JOKERマーキング
- 今からヒットするかもしれないものをJOKER的視点で発見、先手を打ってFlyingGetしちゃうコーナー

### 明日は何の日?
- 番組の最後に明日のヒントになる情報を中島綾菜がお届けします。

## 終了したコーナー

### 別府競輪の女達と巡る別府八湯ディープスポットツアー
- 別府競輪の女達とのコラボ企画。英子、裕子と一緒に別府の街のディープスポットを巡り、温泉を紹介する。期間限定の企画だった。

### トミーボイス アヤーナボイス
- 番組の最後に明日の活力になる一言をトミー(冨永)や中島がつぶやく。

## エピソード
- 第3回、第4回は上層部の意見でスタジオが座敷からソファーになったが、第5回からまた座敷に戻った
- 第8回は梶川が休みだったためクボタヨシフミが代役で出演したが、翌週の第9回はOABのキャラクタそらぽのぬいぐるみが飾られた。
- 未公開トーク集では、カニ鍋パーティをやりながらの放送となった[4]。
- 2014年8月30日には、お昼過ぎの時間帯に、上半期デラックスが放送された[5]。
- 番組BGMがバッハに統一されていることが、番組審議会で評価されたが、出演者はそのことに気が付いていなかった。
- 2014年10月4日に開催されたOAB感謝祭もっとJIMOTTOで、自社制作3番組対抗でコロッケ対決が行われたが、MC陣には全く知らされることなくプロジェクトが進行しており、スタッフがチーム酔いどれに委託して「酔いどれキムチライスコロッケ」[6]で勝負に挑んだが、れじゃぐるに負け2位となった[7]。
- 2014年10月17日の放送では、コロッケ対決に勝ったれじゃぐるの村島里佳が登場し、番組をプチジャックした[8]。この回のみトミーボイスがリカーボイスとなった。
- 2014年10月31日の放送では、特別番組としてサプライズプロポーズ企画が放送された。
- 2014年12月27日には年末スペシャル挨拶回りDXとして、お世話になった方々にMC3人がお礼を伝えに行く様子が放送された[9]。
- 2015年10月3日に開催されたOAB大感謝祭もっとJIMOTTOで、自社制作3番組対抗戦が昨年に続き行われ、酔いどれくじゃくパンで参戦した。パンの勝敗では1位だったが、グッズの売上も得票になったため総合では2位となった[10]。
- 2015年11月13日の放送では、前週11月6日の放送が100回目であったことがオープニングトークで紹介された。
- 2015年12月4日の放送では、前々週11月20日放送分の最後で翌週の予告では無く、翌々週の予告が流れたことが首藤によって紹介された。
- 2015年12月18日の放送では2015年のMVJ(Most Valuable JOKER)が発表され「首藤将太初めてOAB社屋に入れた」が選ばれた。
- 2015年12月26日の15:00から1時間枠で年末スペシャルが放送された。OAB感謝祭で頑張ったご褒美に初の海外ロケかと思われたが、姫島村で豊後遺産を探す企画であった。
- 2016年1月8日の放送は年末スペシャルの未公開シーンが放送された。移動中の車内で、MC陣が2015年内の豊後遺産1位を決めようと話し合い、全員別々の物を選んだが、たまたま同乗していた野良レンジャーのマネージャーが「きまぐれかわらばん」を選んだため、それが1位と認定された。
- 2016年2月26日の放送では、この回の収録に冨永が遅刻したことが明かされた。
- 2016年4月1日の放送では、心理カウンセラー弥永英晃の退行催眠で「首藤将太の前世を探り、今後のJOKERの行く先を探る」という特別企画が放送された。その内容は冨永が「将太さんが過去に行ったロケの中で過去最高傑作」と絶賛するほどであった。また、この時の様子はその後の放送で何度も取り上げられた。
- 2016年4月8日の放送では、オープニングに首藤が登場し、フルーツポンチの村上健志と、平成ノブシコブシの吉村崇を出迎え、開業1周年をむかえたシティスパてんくうを紹介をするために、サウナ好きの2人と首藤が、サウナ王と呼ばれる人物にサウナの入り方を指南いただくスペシャル企画だったが、サウナ王の大分到着が夜で8時間待ちとなるため、その間に3人で豊後遺産を探すことになった。大分市のヤノメガネの歴史あるメガネコレクションや、別府市の八宝堂のしいたけ茶等を紹介したが、豊後遺産には認定されなかった。
- 2016年4月15日の放送では、先週にひきつづきサウナ王を待つ間に豊後遺産を探す企画が放送された。別府市のフリーペーパーeyanの河口編集長の紹介で別府市を散策し、後藤さんが15年かけて作ったジオラマを紹介したが、認定はされなかった。
- 2016年4月22日の放送では、3週連続企画の完結編で、ついにサウナ王こと太田広が登場し、サウナ王流のサウナの楽しみ方が紹介された。
- 2016年4月29日の放送のオープニングでは、eyanの河口編集長が登場し、eyan5月号の表紙としてスタジオ内で出演者3人の集合写真を撮影した。
- 2016年5月6日の放送のオープニングで、前週に撮影された写真が表紙になったeyan5月号が紹介された。
- 2016年5月13日の放送は豊後遺産FileNo17のアトリエ竜の通り道を再訪した。
- 2016年7月8日の放送では番組グッズ案を紹介するにあたり、番組初のフリップが用意された。
- 2016年8月5日と8月12日の放送では、野性爆弾の2人がゲストで登場した。スタジオに正式なゲストが登場したのは番組始まって初のことだった。
- 2016年8月19日の放送では、首藤が別の仕事があったため、相方の竹尾が豊後遺産のロケに出た。現地では認定せず、スタジオの3人に委任され満場一致で認定された。それによって豊後遺産が大分県内全市町村に存在することになった。。
- 2016年10月7日の放送では、前週に行われたOAB大感謝祭もっとJIMOTTOでの自社制作3番組対抗の様子が放送された。3回目となる今回の戦いでは別府溝部学園高校食物科の協力を得て、元気ギューっと!アゲアゲベコモコ、マムちゃんとポンちゃんの名人プリンの2品を出品し、優勝した。
- 2016年12月9日の放送では、福岡で開催された九州放送映像祭に豊後遺産のうそつき岩の回を出品したため、冨永が会場へ行った様子が放送された。映像祭のロケだけでは尺が足りないという理由で、博多での夕食の様子も放送されたが、その中で、冨永が8月に結婚していたと告白した。[11]また、翌日発売になる地元の結婚情報誌の表紙を冨永が飾っていることも紹介された。さらに、12月31日に年末増刊号として台湾上陸1時間SPが放送されることも発表された。これは10月に行われた自社制作3番組対抗の優勝企画である。
- 2016年12月16日の放送では、2016年総集編スペシャルが放送された。2016年のMVJ(Most Valuable JOKER)は「冨永実加子、人生2度目のパスポートを作る」がプロデューサーによって選ばれた。また、2016年JOKER DXベストセレクションがランキング形式で発表され、第1位は4月1日放送分の「首藤将太、前世療法を体験」であった。
- 2016年12月31日には、10月に行われた番組対抗の優勝のご褒美である海外ロケの様子をまとめた年末増刊号台湾上陸SPが放送された。この放送には、OAB大感謝祭で優勝したご褒美に台湾上陸!!ですが、お土産1000個集めよう!SPというサブタイトルがついており、3日間のロケの間に予算1万円で視聴者にお土産を用意するということになった。集められた1000個のお土産は後日、ガーデンスタジオファイブのOABショップにて無料で配布された。また、このロケは3日間の滞在で収録されたが、梶川だけは都合で初日のみ参加して帰国した。エンディングやトミーボイスには梶川の代わりに現地コーディネータのmikaが参加した。
- 2017年1月6日の放送は、台湾ロケの未公開スペシャルとして放送された。台湾住みます芸人の漫才少爺の2人の案内で九份を巡ってスイーツを食べたりお土産を探したりするシーンや、年末SPで放送されなかったロケ中の出来事などが放送された。
- 2017年1月13日の放送は、台湾ロケの現地コーディネータをしたmikaが大分にやってきて、メンバーが大分の名所を案内する企画が放送された。その中で首藤が台湾のキャビンアテンダントに人気があることが紹介された。
- 2017年2月3日の放送では、休みの冨永の助っ人として、以前番組で冨永に似ていると言われた中島綾菜が登場した。翌週も中島が登場し、番組最後のトミーボイスはアヤーナボイスになった。また、この日の放送では、ばんびママから、春にJOKERDXファン感謝祭(後述)が開催されることが発表された。
- 2017年6月2日の放送のオープニングトークでは、冨永が懐妊し、7月から産休に入ることが伝えられた。
- 2017年7月7日の放送から、産休に入った冨永に代わり、中島綾菜がMC陣に加わった。肩書は進行する人
- 2017年8月4日の放送からオープニング映像が新しくなった。
- 2017年9月29日の放送から、別府競輪とのコラボ企画である別府競輪の女達と巡る別府八湯ディープスポットツアーが放送されるようになった。
- 2017年11月24日の放送では、11月18日19日に開催されたOAB大感謝祭の裏側大公開という内容が放送された。また当日は産休中の冨永がお手伝いとして仮復帰し、生放送の中で番組ブースで販売されていたイカす県南丼を食べ「あったかい」という言葉を発した。裏側大公開ではこれにトミーボイスの効果音とロゴがつけられていた。
- 2017年12月15日の放送では2017年のMVJが発表され、JOKERDXファン感謝祭でオリジナルパーカーを発売するもLサイズが足りなかった。が選ばれた。ただ首藤将太が選ぶ2017MVJは秘境パトロールのロケでスタッフが車の鍵を落とすだった。
- 2017年12月30日には、年末増刊号2017これからも色々な縁が結ばれますようにSPが放送された。最初のロケ地ではで不動産会社からシェアハウスの1室をプレゼントされた。また縁結びで有名な九重町金剛宝寺で、中島が写経、梶川が水行、首藤が火渡りの修行を行った。[12]宿では九重の藤原さんの自然薯を堪能し、翌日はJOKERファミリーのわっしいプレゼンツで牛舎での牛飼い体験を行った。
- 2018年1月5日の放送は、年末増刊号未公開SPが放送され、鷲頭牧場での牛飼い体験と水田公園での占いの様子が紹介された。
- 2018年1月26日放送分には、ミスユニバースジャパン大分大会グランプリの山田舞とOAB賞の渡邉真美がスタジオに登場した。
- 2018年1月27日には、大分城址公園で行われていた『Shiro de night fever』の会場で公開収録が行われた。
- 2018年2月9日の放送では1月27日に公開収録されたものが放送で流された。内容はイベントにちなんで府内城についてのアレコレを、JOKERファミリーの木村真琴が紹介するVTRが会場内で流れ、MC陣に混ざって登壇した木村に直接質問するコーナーがあった。
- 2018年2月23日と3月2日の放送はインフルエンザで休んだ中島に代わって、アンナがスタジオMCとなった。スタッフが大分駅前で名前を聞いて、綾菜とアンナの語呂が似ているという理由で採用された。
- 2018年2月23日の放送で、3月18日に大分駅前広場でJOKERDXファン感謝祭、結果、調子に乗って生放送もやっちゃいましたが開催されることが発表された。
- 2018年4月27日の放送では、産休中の冨永がビデオ出演し、5月からの番組復帰宣言をした。それに伴い中島の番組卒業が発表された。
- 2018年5月4日の放送から冨永が復帰したことに伴い、番組オープニングの映像が更新された。福岡在住のイラストレーターmasuda mikuにスタッフが軽い気持ちでオファーしたところ、快く承諾してもらったことが番組内で紹介された。
- 2018年7月5日に番組公式インスタグラムが開設された。番組での発表は7月23日の放送にて行われた。
- 2018年7月6日の放送で、番組キャラクターJOKERくんが冨永の作画で誕生。後に公式グッズにもなった。
- 2018年12月14日の放送で2018年のMVJが発表され、梶川善寛SNS映えグルメをPRしすぎて声カッスカスが選ばれた。
- 2018年12月30日のお昼12時から年末増刊号2018苦手克服SPが放送された。以前の収録でMC陣の苦手な物を聞いていて、冨永は温泉レポート、首藤は高いところ、梶川はカラオケと申告。それを番組内で克服するという内容であった。それぞれの苦手を番組らしい方法で克服した後、別府の温泉で河口編集長と遭遇。編集長のプレゼンで急遽豊後遺産のロケが行われ、平野資料館にて豊後遺産100達成となった。目の前で100達成したことでMC陣は感動していたが、直後にスタッフから新・豊後遺産が始まることが伝えられた。
- 2019年3月29日の放送では、3月31日のファン感謝祭にて冨永が番組を卒業することが伝えられた。なお番組卒業後も顧問としてSNS更新などを担当することになった。
- 2019年4月12日の放送から、冨永に代わって中島綾菜が番組MCとなった。この日の放送ではオープニングイラストを依頼したmasuda mikuに中島のイラストを依頼するために、福岡へ行き仕事場訪問した様子が放送された。そのついでに中島の福岡の自宅も訪問し、完成したイラストを中島が見たことで番組復帰を把握したシーンも流された。
- 2019年5月3日の放送から、番組最後のコーナーがアヤーナボイスから、明日は何の日?に変更になった。
- 2019年6月13日の放送内でJOKER三賢人が発表された。
- 2019年7月26日の放送最後「明日は何の日」にて、翌27日にインスタライブをすることが告知された。その27日のインスタライブでは、9月8日にファン感謝祭が開催され、ゲストにIMALUが登場することが告知された。
- 2019年12月31日に「年末増刊号2019　沖縄スピリチュアルパワー注入　みんなに幸せが訪れるといいなSP」が放送された。ＭＣ3人の南の島に暖をとりに行きたいというリクエストに応える形で、沖縄ロケが行われたが、予算の都合上、食費が出ないので現地で沖縄料理を作って紹介するという条件が加えられた。現地到着後、顧問冨永からメッセージ動画でミッションが伝えられた。内容は、こっそり作られた番組新グッズ「落ちない地蔵合格祈願セット」に、沖縄のパワースポット大石林山でパワーを注入してくることだった。番組内ではいくつかの店や施設を巡った。山田水車屋ではバンジーブランコ体験。大分佐賀関で開業しその後沖縄に移ったという雑化屋HAMAKICHIでは顧問冨永へのお土産を購入。新豊後遺産の落ちない地蔵と同じような由来を持つ幸せ地蔵。名護曲レストランでイラブー汁（中島の念願でもあった）。最後に大石林山で一般コースではない場所へも行けるガイドコースを巡ってグッズにパワーを込める祈願を行った。番組最後はアヤーナボイスの「我々はこれからもスピリチュアルを追い求め続けます(?)」で〆た
- 2020年1月10日は年末増刊号未公開SPが放送された。
- 2020年4月10日の放送から中島が不参加、首藤、梶川の2人で放送。番組にも新型コロナによる収録への影響が出始める。
- 2020年4月24日の放送から梶川もスタジオ不参加、首藤、竹尾の2人がスタジオ、中島、梶川は自宅からリモートでの出演になった。
- 2020年5月15日の放送から梶川が復帰、首藤、梶川の2人で放送。番組に投稿してもらった動画を放送するセルフプロデュース回。
- 2020年5月22日の放送は2019シーズンの名場面集が放送された。
- 2020年5月29日の放送は2019シーズン名場面第二段として、猪川内岩屋堂再生プロジェクトディレクターズカット編が放送された。ロケから約1年が経ち岩屋堂に記されたご芳名に番組名と首藤の名前が載っていることが紹介された。
- 2020年6月12日と19日の放送は、OitaAsobiBase芸人たちのリモート夜会という別番組が放送されたために休止となった。
- 2020年6月26日放送から中島が復帰、場所がちゃぶ台セットでは無く、椅子に座ってソーシャルディスタンスを確保した上での収録となった。
- 2020年7月17日の放送で紹介した、はじめちゃんの方言グッズの中にあった大分県方言カレンダーが、この日から明日は何の日のネタに採用された。が、日めくりカレンダー式のため、その日が過去にあった放送日と同じ日付だと、同じものを紹介してしまうことになった。
- 2020年7月24日の放送では、番組に占い師から逆オファーがあり首藤が取材に行った。その中でJOKERDXのこと、首藤のことを占ってもらった後に、梶と中島のことも占ってもらい、結果をスタジオで紹介した。梶は精神的にストレスを抱えている、奥様に甘えることで解決するという結果。中島は放送できない内容だったため番組内では紹介されなかった。
- 2020年7月31日の放送では、ミスマガジン2020ファイナリストであった大分県出身の後藤真桜が紹介された。三賢人の河口編集長の案内で別府の温泉とローカル食を楽しみ紹介する企画であった。後藤は後にミスヤングマガジンを受賞している。
- 2020年10月2日の放送から、ふたたびちゃぶ台セットに戻った。
- 2020年11月13日の放送では4回分の放送を休んだ梶川が復活。その間何をしていたかという質問に、サラリーマンを退職し、塾講師などいろいろやっていたと返答。今の肩書は何か？との問いに3足のワラジどころじゃなくいろいろやっていたため、首藤が「肩書：ムカデ」と命名した。
- 2020年11月20日の放送から新企画JOKERマーキングが始まった。
- 2020年12月18日の放送では、毎年恒例のMVJ2020が発表され、おうち時間5月にもかかわらず梶クン家でダウンジャケットを着ているが選ばれた。
- 2021年1月8日の放送は、年末に楽しんだよSPとして、MCの3人が年に1度の3人旅を楽しむ様子が放送された。豊後高田市の粟嶋社で、叶え岩へ願い石を投げ入れ、全員入るまで帰れませんを実施。首藤2回、梶川3回、中島5回の短時間で終了した。その後、豊後大野市のロッジきよかわへ移動しテントサウナや地元食材のバーベキューを楽しんだ。ロケ当日はインスタライブも行われ、冨永顧問も参加。番組最後は顧問の「明日もイケる気がする。」というトミーボイスで締めた。
- 2021年2月26日の放送冒頭で、先週の出演をもって梶川が番組卒業したことが発表された。後に佐伯市議会議員選挙に出馬のためにこのタイミングでの卒業であったことがわかった。
- 2021年3月26日の放送をもって、JOKER DXの終了が告知された。放送ではその発表の直後に番組リニュアルの発表があった。火曜日の深夜枠に移動し、JOKER EX（じょーかーえっくす）に改名。放送開始は2021年4月13日

## ファン感謝祭

### JOKERDXファン感謝祭 結果、調子に乗ってやっちゃいました。
- 2017年3月19日に、番組単独では初となるイベントとして開催された。場所はJR大分駅前広場で、特設ステージと各種出展ブースが設置された。当日の模様は公開収録され、3月31日に1時間スペシャルとして放送された。また、4月7日の放送も未公開SPとして当日の模様が放送された。
- 当日の出演者は冨永、首藤、梶川のレギュラー3人に加え、会場内レポータとして野良レンジャー竹尾と中島綾菜が参加した。
- 特別ゲストとしてホンジャマカの石塚英彦が出演し、イベントの目玉となったフードアナリスト木村真琴によるプロデュースの「勝手にふるまっちゃいますJIMOTTOスペシャル大鍋」や、出展ブースが販売した食べ物を食べ「まいうー」を連呼した。
- 駅前広場に常設されている大型ビジョンや客席に設置された大型モニターを使って、豊後遺産1本と、おじさんぶらり旅という企画ビデオが放送された。
- 公開収録前にはご当地キャラクターのステージショーや、参加型ゲームが行われた。
- 公開収録後は、大分市ロケーションオフィスPRESENTS「映画ロケ地&豊後遺産のススメ」が行われた。大分市出身の映画監督である衛藤昂を招き、ご意見番として、こだまけんめいが登壇。司会進行は竹尾が行い、番組からは首藤と梶川が参加した。
- 後日のレギュラー放送で、当日は1500人が来場したことが首藤から伝えられたが、冨永と梶川は、その時はじめて当日の来場者数を知った。

### JOKERDXファン感謝祭 結果、調子に乗って生放送もやっちゃいました。
- 2018年3月18日に、アミュプラザおおいたグランドリニュアルイベント「だって大分LOVE」とコラボする形で、大分駅前北口広場にて開催され、イベントの様子はOABで生放送された。
- 当日の出演者は中島、首藤、梶川のレギュラー3人に加え、OABの山下拓見アナが会場レポートを行った。
- 特別ゲストとして、EXILE、EXILE THE SECONDの黒木啓司、FUJIWARAの原西孝幸が出演した。
- また100万円争奪「しらじゃんけん」の特別予選と決勝戦もステージ上で開催され、予選は生放送で、決勝戦は未公開SPとして後日の本放送枠で放送された。
- 生放送終了後もステージイベントが行われ、複数のお笑い芸人のショーやアイドルグループイコールラブのライブで盛り上がった。
- 昨年と同様に、過去の番組出演者(JOKERファミリー)等による各種飲食出展ブースが会場を盛り上げた。

### JOKERDXファン感謝祭 結果、調子に乗ってまたまた生放送もやっちゃいました。
- 2019年3月31日に、アミュプラザ4周年イベントとコラボする形で、大分駅前北口広場で開催され、イベントの様子の一部はOABで生放送された。
- 当日の出演者は冨永、首藤、梶川のレギュラー3人に加え、中島が会場レポートを行った。また野良レンジャ竹尾がイコールラブの楽屋レポート担当をした。
- 特別ゲストに、レギュラー放送のゲスト出演経験もある「野性爆弾」の2人と、劇団EXILEの青柳翔がステージ出演した。
- アイドルグループのイコールラブが、アミュプラザおおいたの依頼を受けて開発した新おみやげ「大分サイダー関あじ・関さば味風」の紹介も行われた。
- 生放送終了後もステージイベントは行われ、青柳のトークイベントや、イコールラブのライブで盛り上がった。
- 例年とおり、JOKERファミリーによる飲食、物販、展示ブースが出店された。
- このファン感謝祭をもって、冨永が番組を卒業となった。後日レギュラー放送枠でファン感謝祭未公開SPが放送され、冨永の後継が中島であることが発表された。

### OABハッピーファミリーマルシェ 令和初のJOKERDXファン感謝祭～みんなJOKERファミリーになっちゃいなよ～
- 2019年9月7日、8日の両日、大分駅前北口広場でOABハッピーマルシェが開催され、8日はJOKERDXファン感謝祭としてステージイベントが行われた。またその模様はOABで生放送された。
- 当日の出演者は中島、首藤、梶川のメインMC3人に加え、顧問である冨永が会場レポーターとなり随所で会場の様子を伝えた。
- 特別ゲストにIMALUを迎え、番組で募集した企画で「4歳のはるま君が縄跳びを飛べるようになりたい」が採用され、それを番組が応援する内容が紹介された。
- 事前のレギュラー放送時で、首藤と、体育教員の資格を持つ首藤まみかが、はるま君の自宅を訪問して練習する様子が放送された。この内容は感謝祭当日も放送された。
- はるま君の目標は10回連続で飛べることだったが、直前の自宅訪問時に連続10回飛べたため、本番では3分間に何回連続で飛べるかに急遽変更された。
- また、はるま君の自宅訪問した首藤が、二重飛びが飛べないことがわかり、感謝祭で3分間で二重飛びを連続10回飛ぶチャレンジ企画が決まったが、本番では失敗したため、後日、縄跳びスペシャリスト集団と1日修行体験が決定した。
- 生放送とは別に、マギーをゲストに迎えたステージショーが開催された。自分のファッションに自信が無い人を募集し、ショップ店員にコーディネートを任せる変身ショーが行われた。この模様は後日レギュラー放送枠で放送された。
- 後日のレギュラー放送にて、未公開SPとして生放送の裏側が放送された。番組最後に、当日の会場レポート役だった冨永によるトミーボイスが復活し「私、顧問なんですけど、顧問って何ですかね？」と発言した。

## 豊後遺産シリーズファイル履歴

### 豊後遺産に認定されたもの
- File No.001 おしり岩(国東市)黒津崎海岸に鎮座する自然の造形岩
- File No.002 珍宝石(国東市)マリンピアむさし隣の糸原海岸の巨石、干潮になるとその存在を静かに現す
- File No.003 身投げ石(杵築市)八坂川にせり出すように突き出ている巨石。この石にまつわる伝説も多い
- File No.004 穴森洞窟の水たまり(竹田市)穴森洞窟の奥深くにある、山から流れ落ちた水で作られた水たまり。実は外からも見ることができる
- File No.005 植木農園の品種のわからないバナナ(大分市)社長の趣味で育てられたバナナ。非売品。温室には温泉熱を利用している。
- File No.006 屁放坂へひりざか(臼杵市)荷物を抱えて登ると腹に力が入り、おならが出てしまうほど急勾配の坂
- File No.007 博打の木(佐伯市蒲江)蒲江西浦に864年前から伝わる漁師たちの守り本尊。今は商売繁盛の祈願に訪れる人もいるという
- File No.008 巨大サボテン(竹田市会々)高さ8ｍの鑑賞用サボテン。約35年前から成長を続け、勢いは民家の屋根を突き抜けるほど。
- File No.009 便所の神様(別府市赤松)その昔この山寺で使われていた便所を見守っている磨崖仏。便秘や下痢などの悩みを持つ人も訪れるという
- File No.010 王子温泉(大分市)創業100年、大分市内最古の銭湯。加熱、加水、ろ過をしない源泉掛け流し
- File No.011 上野邸イルミネーション(大分市大在)寒い季節の夜に浮かぶ光の王国。多い日は見学者500人を超える
- File No.012 つちのこ橋(竹田市直入町)ツチノコ発見をきっかけに建てられ(実際は竹藪に逃げた)ツチノコ伝説を後世に語り継ぎたいと命名
- File No.013 亀井さんの工房(大分市河原内)約20年前から様々なオブジェを作り、作品数は2000を超える
- File No.014 ブリの寒ざらし(佐伯市蒲江)蒲江に伝わる漁師料理。寒の時期にブリを軒下に3から5日吊るすと旨味が凝縮され魚本来の味が堪能できる
- File No.015 やよい天狗みこし(別府市)約40年前、やよい商店街に火災厄よけとして創作。毎年4月の祭りで別府を練り歩く
- File No.016 酔いどれキムチ(日出町)仲良し主婦3人が飲み会を開いた際に考案。自家製キムチの素と絡まったイカが絶妙にマッチング
- File No.017 アトリエ竜の通り道(九重町)廃材を使って生み出された作品が楽しめる場所
- File No.018 時松和弘さん(九重町) 九重町で昔ながらの農家生活を続け、体験者受け入れ等でその文化を継承している。
- File No.019 裏見の滝 福貴野の滝(安心院町)滝を裏側から見ることができる。落差65m
- File No.020 丹賀砲台園地のリフト(丹賀浦)砲弾を運ぶために作られたリフトで、今は観光客の昇降機として利用されている。
- File No.021 豊後水道の奇岩群(津久見市)自然が造形した何かに似た岩だが、名称や見え方は紹介者の中川さんの独断と偏見
- File No.022 まる寿し(佐伯市米水津)アジを使った米水津に伝わる郷土料理だが、現在作っているのは2軒ほど。
- File No.023 砂風呂サンバ&砂湯ガールズ(別府市)別府の砂湯をPRする砂風呂サンバと、踊りながら普及している平均年齢70歳以上のご当地アイドルグループ
- File No.024 もぐらひっこし&もぐらのおやど(中津市)もぐらを捕獲する装置で性能は他社の追随を許さないレベル
- File No.025 古民家ギャラリー和の五右衛門風呂(山国町)築80年の民家に残る五右衛門風呂
- File No.026 欄干の河童たち(佐伯市本匠)本匠の河童伝説を後世へ残すために地元の陶芸家が作り、36橋に144体が乗っている
- File No.027 髙橋伸子&亀の甲広場(別府市亀川)亀の甲広場をパワースポットとして世に広めた創造主
- File No.028 自宅温泉(別府市亀川)自宅で源泉かけ流しが楽しめる温泉だらけの町ならでは。
- File No.029 マムシ獲り名人小深田秀人さん(豊後大野市清川)地域のマムシ被害を防ぐため獲りはじめて33年。獲ったマムシは道の駅で加工販売されている[13]
- File No.030 引っ越しをする滝廉太郎像(大分市)府内町に約64年前に建立された銅像。設置場所が5回以上変更されたが記録が無いため理由はわからない
- File No.031 女帝ミルサー(大分市)高崎山の数々の優秀なオスたちを虜にしてきたC群の婦人会長。
- File No.032 きのこ新聞(大分市大手町)大分の名産シイタケを全国に向けて宣伝。紙面にはシイタケへの愛情がぎっしり詰まっている
- File No.033 別府石(別府市)856年鶴見岳が噴火したことで生まれた角閃石安山岩。別府の歴史と密接し文化的景観になっている。
- File No.034 うなぎ捕り名人古田明敏(国見町)米作りの傍ら、うなぎを捕って振る舞う事に喜びを感じている。捕獲技術は後世へ伝承中
- File No.035 臼杵ミワリークラブ(臼杵市)妖怪出現スポットを巡りながらPR活動を続ける集団。代々語り継がれてきた妖怪伝説を子供たちへ伝承している
- File No.036 衛藤正徳さんとからくり屋敷(別府市)時間短縮と省力化に尽力し約15年前から友人の岸さんと発明。オールバリアフリーの家を目指す
- File No.037 方言看板(杵築市大田)大田地区の交通死亡事故ゼロ1万日を目標に人目を引く為に大分弁で書かれた注意看板
- File No.038 撮影戦隊撮るンジャー(別府市)市役所職員で2012年に結成。専用のカメラを手に別府市の魅力を全国に広めている
- File No.039 「来ればわかる」髙橋さんと発明品の数々(臼杵市)「来ればわかる」という魅了する言葉を胸に抱き、造園業の傍ら、発明に力を注ぐ[14]
- File No.040 尺間神社400階段モノレール(佐伯市弥生)標高645mに鎮座する社までの400階段を登れないお年寄りや体の弱った方のために設置されている
- File No.041 千石やの至福だるま(竹田市)竹田市を代表する姫だるまの千石やバージョン。江戸時代から作られているらしい。[15]
- File No.042 吉四六さんの御位牌(臼杵市野津町)とんちで有名な吉四六さんとおへまさんの御位牌。野津町の善現寺の内陣に祀られている。
- File No.043 化石拾い名人北都留正二さん(大分市)畳職人でありながら独学で得た知識で様々な石を収集。その探求心と情熱で化石発掘にも貢献
- File No.044 長洲弁ラジオ体操(宇佐市長洲)漁師町として栄えた長洲地区特有の方言を残す為に誕生したラジオ体操。
- File No.045 ナシロー(日田市)日田ん梨のご当地キャラ。日田ん梨と日田市PR活動を行っている[16]
- File No.046 とまと屋の呼びフライパン(九重町)お客さんが叩いて来店を知らせるためのフライパン。100ｍ先でも聞こえる
- File No.047 囲碁神社(庄内町)囲碁の神を祀り、お参りすると一目上がるというプロ棋士も訪れる神社
- File No.048 三宝苑(豊後大野市)四季折々の花が咲き、4世代の人面魚がいる公園。広瀬さんがひとりで作り上げた
- File No.049 大分宮河内ひょっとこ同好会(大分市)ひょっとこ踊りの本場宮崎県「日向ひょっとこ夏祭り」での受賞歴もある。県内のイベントでも精力的に活動中
- File No.050 椎茸神社(大分市)昭和19年福岡県の香椎宮から分霊された椎茸の守護神
- File No.051 惚れ地蔵(九重町)恋愛成就のお地蔵さん。意中の女性を惚れさせたい男性が石を削ったため首が無い状態のお地蔵様になった
- File No.052 大分医療方言集みえ記念病院版(豊後大野市)豊肥県南中心集。方言は貴重な財産だと考え独学で研究した。これからの医療従事者の参考になればと制作[17]
- File No.053 山勢温泉(中津市山国町)約22年前に地元の有志で作られた温泉。FileNo.025の五右衛門風呂ロケの際にも訪れていたが、その時は湯が張られていなかった
- File No.054 2人の親交の石碑(臼杵市)矢田さんと中村さんの50年間の友情を記す為に建てられた石碑。「苦節五十年二人の親交」と刻まれている
- File No.055 KitSuki_世間遺産(杵築市)ずっと残ってほしい杵築市内の場所をFacebook上で募集し「50いいね」で世間遺産に認定
- File No.056 豊後森機関庫機甲エスエライザーφ(玖珠町)豊後森機関庫の魂とSLの魂が融合して誕生したロボ。豊後森機関庫を後世に残すためPR活動を行っている
- File No.057 男岩女岩(玖珠町)男女それぞれのシンボルを象った玖珠の山の芸術品
- File No.058 佐賀関ガイドボランティア(佐賀関)竜宮城伝説にまつわる神話や史跡名所など、佐賀関の魅力を広める活動をしている団体
- File No.059 芋ねり(佐伯市蒲江元猿)芋が主食の時代、収穫できない時期でも食べられるよう干し芋を加工して誕生した元猿地区の郷土料理
- File No.060 気まぐれかわらばん(別府市)不動産の営業マンが地域の人とコミュニケーションを交わす為にきまぐれで書いている。内容発行日は不確定
- File No.061 恵藤さん夫婦の空き缶クルクル(別府市)道の駅で買った風車を見よう見まねで作り、幼稚園等に寄贈している。園児からの感謝の手紙が最高の贈り物
- File No.062 ウッドストリート(竹田市久住町)手作り木工や公園、お食事処「腹いっぱい」でおもてなし。久住に来た人を元気にしてくれる、不思議な空間
- File No.063 カタギの実のいぎす料理(院内)お正月やおめでたい日に作られてきた院内の伝統料理。作るのに半年以上かかる為、食べた時の感動はひとりお
- File No.064 ホーバー継承の会(大分市)ホバークラフトが日本各地で走っていたことを後世に伝えようと結成。無線模型の走行実演や企画展などを開催。
- File No.065 どんこの唄(犬飼)約65年前、犬飼の三大名物「どんこ・花火・丸一羊羹」を題材に作られたご当地音頭。記録されているのは渡辺ソヨさんの頭の中だけ
- File No.066 詩織のハート(宇佐市)農道に開いていた穴を補修業者のサービスでハートの形に整備したアスファルト。宇佐市のパワースポットになることを期待
- File No.067 姫島ヴィトン(姫島村)梱包紐から作られた丈夫な手提げカゴ。潮風にも耐久性が強く、それでいてスタイリッシュ。一家に一つの必需品。
- File No.068 ハートの切り株(姫島村)姫島灯台隣の公園にあるオオシマザクラの切り株。樹齢は100年程。切り株の前で写真を撮ると恋のご利益があるという。
- File No.069 スッポン捕り名人小野正文(宇佐市)農業を営みながらスッポン捕りに精を出している。かつて自らの居酒屋の食材を探してる内にスッポンと出会いハンターに目覚めた
- File No.070 津江の方言日めくりカレンダー(日田市)世界の名言を古閑館長自ら1年半かけて津江弁に翻訳した日めくりカレンダー。お年寄りと若者の架け橋になってほしい
- File No.071 河童の封印石(豊後大野市朝地)朝地のイタズラ河童を旅の僧侶が懲らしめ千年もの間封印している伝説の石。道の駅あさじのキャラクター朝太郎のモチーフにもなっている
- File No.072 保戸島リアカー(保戸島)保戸島では荷物の運搬に使用されるマイカーがリアカー。一家に一台、用途によって様々なスタイルがある
- File No.073 トキハのミュージックサイレン(大分市)トキハ屋上から中心市街地に60年以上に渡り流れ続けている。時代が変わってもその音色は変わらない。
- File No.074 大分路上観察学会(大分市)「超芸術トマソン」の発見を中心に町を観察、鑑賞する団体。大分の魅力発見に微力ながら貢献している。
- File No.075 伝説のガイド犬「平治号」(九重町)1970年代に九重連山に実在したガイド犬。ガイドもさることながら、遭難者の救助などでも活躍した。
- File No.076 屋敷余り特殊地下壕(臼杵市)斎藤家家屋の裏手、福良天満宮の真下に存在する防空壕。民間で作られた中では日本最大級の広さを誇る。
- File No.077 SLそうりん号(大分市)正式名C55型53号、実際に日豊本線を走っていたSL。大分駅から若草公園まで一夜にして移動された。
- File No.078 うそつき岩(豊後高田市)穴井戸観音の入口付近にある岩。ウソつきが下を通ると岩が落ちてくると言う伝説が残っている。
- File No.079 鶏の鳴きまね大会(豊後大野市)三重町で行われる「菅尾石仏火祭り」のメイン企画の1つ。出場者それぞれ個性的な鳴きまねで楽しませてくれる
- File No.080 岡城のかまぼこ積みの石垣(竹田市)日本全国でも他に類を見ない丸い石を積んだ石垣。形状からそのまま『かまぼこ』と名づけられた
- File No.081 USA看板と展望台(宇佐市)宇佐駅から正面に見ることができるUSAの看板。看板、展望台、周りの建物すべてが岩根さんたちの手作り[18]
- File No.082 豊後万歳(九重町)伝統芸能『万歳』の大分版。昭和初期までは県内各地で見られたが徐々に衰退。約30年前から藤原さんたちが中心となり復興させた。
- File No.083 大分怪獣ブゴン(大分市)大分怪獣クラブが生み出した、完全オリジナルの怪獣。高密度温泉水で攻撃など、大分らしさが満載の怪獣。
- File No.084 干しかぶ(姫島村)姫島で昔から食べられている保存食。スライスした大根で作る。島中のフェンスが干しかぶだらけになるのは島の冬の風物詩。
- File No.085 光西寺史(大分市)550年近い歴史を持つ光西寺から見た大分の移り変わりを記録した歴史本。城や町など様々な視点から書かれている。
- File No.086 ホラ貝同好会(国東市)国東の仏教文化の象徴ホラ貝を楽器として合奏している。完全オリジナル版として作られた曲は郷愁を誘う
- File No.087 経塚山のコンパス狂わせ石(日出町)約700年前の噴火で形成されたであろう安山岩。理由は不明だが、何らかの影響で地球の磁場に逆らっている
- File No.088 別府大仏(別府市)別府市天満町に建立されていた24mの阿弥陀如来の大仏。東洋一と言われていたが老朽化で解体。10分の1スケールが残っている
- File No.089 豊後高田あるあるネタサイト(豊後高田市)住みたい田舎ランキング上位の常連、豊後高田市移住者の手引きになればと作られたあるあるネタのwebサイト
- File No.090 別府獅子舞保存会(別府市)7年程前に趣味からスタートし、伝統を継承するために活動の幅を広げている。現在は若手育成に尽力している。
- File No.091 鶴見地獄の地獄極楽ロード(別府市)鶴見地獄と同じ敷地内に存在する地獄と極楽の壁画を楽しめる通路。現在は許可なく立ち入る事は禁止されている
- File No.092 大山ダムの光水吐(日田市)冬の日没近くに太陽光が貯水池側から洪水吐きを貫く自然現象。その美しさから光のパワースポットとも呼ばれる
- File No.093 アフリカンサファリキリンのハート(宇佐市)アミメキリンのメイちゃんの太もも辺りにあるハートマーク。見つける事ができれば恋が成就するかもしれない
- File No.094 癒しの森パワー杉公園(九重町)大きな木々の力をたくさんの人に感じてもらうため、自分の杉林そのものをパワースポットの公園としてしまった
- File No.095 するが流盆石(日出町)完全オリジナルの創作盆石で河野駿次さんの「河」と「駿」から「駿河」流と名付け自分の流派を作ってしまった。
- File No.096 医大ん坂830(由布市)狭間町をもっと元気にしたいという想いから結成されたご当地アイドル。普段は子育て支援活動に取り組んでいる。
- File No.097 スナック研究家男の詩(日田市)日田市のディープなナイトスポット「スナック」の文化を研究しているチーム。不純な動機から始めたが廃らせたくない。
- File No.098 髪の毛が伸びる鬼子母神(臼杵市)臼杵市法音寺に鎮座する鬼子母神。重ねた修行と経力によってまとった女性の生髪が今も伸び続けているといわれる。
- File No.099 空飛ぶ弁当箱(佐伯市鶴見鮪浦)戦時中、有明湾に墜落した零戦の破片が鮪浦に着岸した事で松下秀実さんの父親がそれを利用して加工、製作した弁当箱。
- File No.100 油屋熊八が遺した宿帳サイン帳(別府市)別府観光の父、油屋熊八が外国人観光客誘致に力を注いだ証。時を越え、人と人をつなぐ財産にもなっている。

### 新豊後遺産に認定されたもの
- File No.001 首藤さんの愛石保存館(大分市)石を友達と呼び、その愛情が具現化したギャラリーのような館。首藤さんと石が会話する声が聞こえてくるかのようだ。
- File No.002 大分駅シンボルツリーの忘れ形見(大分市)大分駅の開業当時からシンボルとして市民に愛されていた楠が、翁の面と鉄道神社に姿を変えて大分を見守っている。
- File No.003 あけぼの橋の欄干feat.西田さんの石碑平成2年に撤去された清川の歴史ある橋の欄干を自分の記念碑と共に再生させた。西田さんの趣味の1つである。
- File No.004 猪川内岩屋堂(中津市)山岳信仰の礎、八面山の裾野に平安時代に建てられたお堂。朽ちていたが1200年の時を越え、地域の人達の想いで再建。
- File No.005 育ドル娘(別府大学短期大学部食物栄養科)食の大切さを学び、地域に貢献するために誕生した別府の食育活動アイドル。キャッチフレーズは「歌とダンスで食育を」
- File No.006 姫山メンヒル(別府市)紀元前500年に創造されたと考えられる、別府亀川エリアの巨石信仰のシンボル。ミステリーだらけの超パワースポット
- File No.007 落ちない地蔵(豊後大野市)悪天候で崩れた柱状節理の上で、落ちる事無く鎮座する原尻の滝の奇跡の地蔵。人気スポットになる予感。
- File No.008 新邪馬台国(宇佐市)邪馬台国と深い関係の宇佐で1976年を豊国元年とし、ムラおこしの理念から建国。数々のブームの火付け役ともなった、ミニ独立国の元祖。
- File No.009 川上コンポ50号(竹田市)川上さんが高校時代から理想の音を求め、およそ60年かけて完成させた傑作ステレオ。製作初期の部品も含まれておりアンティーク的価値も高い
- File No.010 傾山観音滝の観音像この滝を観音信仰の聖地那智の滝に見立て、この一帯を修行の場とする為に絶壁の岩肌に安置された観音像。故に観音滝と呼ばれる（時代不明）
- File No.011 はじめちゃんの方言グッズはじめちゃんの半生を過ごした中津の歴史・風土から大分・北九州の方言まで良き文化を後世に残したいという想いから生まれたグッズ
- File No.012 中津の引き札(中津市)江戸、明治、大正にかけて商店や問屋の宣伝の為に作られた広告チラシ。当時、盛んだった中津の経済の波を窺い知れる、歴史的文化資料の１つ。
- File No.013 芸舞温泉 湯守 金獅子コンピューターゲームの開発・運営を手がける会社のサテライトオフィスの一方、誰でも楽しめるコワーキングスペースを整えた新しい温泉施設。
- File No.014 恋人達の聖地in日出 大豊公園山口さんが地域への恩返しに憩いの場を設けようと、私財を投じてつくった公園。愛と平和をテーマにハートが散りばめられイルミネーションも楽しめる
- File No.015以降は、後番組のJOKER EXで更新されている

### 豊後遺産、新豊後遺産に認定されなかったもの
- 蒲江の空中民族ペペロンピノーゼ(佐伯市蒲江)初の認定ならず。
- 鷲頭さんの所有地から見る夕陽(九重町)撮影中にテープが無くなり、最後は静止画と音声で紹介した。
- スッポン採り名人小野さん(安心院町)オフシーズンにロケを行ったため撮影中にスッポンが採れなかったが、後の放送で豊後遺産認定を受けた。
- 府内サンサン通りの動物オブジェ(大分市)ネタ切れの際に紹介してもらったが、有名なので認定せず
- 網代島の祠(津久見市)豊漁を祈願しお喜代様という女神を祀っているなど諸説あるが詳細は定かでない
- 豊ジオ探検隊、ご当地キャラクタ、豚ホルモンもつ鍋(豊後大野市)探検隊は事実上の解散状態、その他はすでにメジャーだから。
- 豊後高田市のアレコレ(豊後高田市)ネタ切れした際に、まだ豊後遺産が出てない豊後高田に行ってネタ探しをしたが、認定に値するものが無かった
- 蒲江の恋人の聖地(佐伯市蒲江)すでに公的認定物だったことと、明らかにピエールさんの宣伝行為だったため
- なかつ黒田武将隊(中津市)豊後遺産でロケに行ったが、アピールだったためTheセルフぷろでゅーすに変更した
- 大山ダムのスポットライト現象(日田市)発生する時期と天候に左右される現象で、ロケ時は出現に適さない時期であった。後の再訪でも天候不良で拝めなかったが、豊後遺産認定を受けた。
- 佐伯ごまだしうどんのダンス(佐伯市)ロケ時は認定保留しスタジオで多数決をとるも、すでに有名であるため認定ならず
- 蒲江のリュウグウノオトヒメノモトユイノキリハズシ(佐伯市蒲江)通称アマモで蒲江以外にもあるため認定ならず。
- UFOとポルチコポピリン(豊後大野市)すでに県内では有名なアーティストが作ったオブジェだったため認定ならず。
- 道祖神(豊後大野市)すでにインパクトツアーで紹介したことがあったため認定ならず。
- 院内のオオサンショウウオこんにゃく(宇佐市院内)ロケの当日から販売という新しさ故、遺産にするには早いという理由で認定ならず
- 比売語曽神社のひめみくじ本(姫島村)全ページが袋とじ。願いを込めてページを選んで開くとおみくじが出る。宮司が女性限定にこだわったため認定ならず。
- 比売語曽神社のハート型の石(姫島村)境内の石垣にあるハート型の石。ついでに紹介したため準備不足で認定ならず。
- 比売語曽神社の奥宮のさらに奥にある石(姫島村)奥宮の奥にある何か祀られていた痕跡が残る石。見る人によって見え方が違う。本物すぎて認定ならず。
- 姫島村唯一の信号機(姫島村)島外に出ても交通安全ルールが守れるように約30年前に設置された。有名なので認定ならず。
- 豊後大野の鬼伝説(豊後大野市)伝説は興味深いが物的材料に欠けているので認定ならず。
- 野津町の吉四六さんがいっぱいNo042吉四六さんの御位牌を超えるようなものは無く、祭りの告知のコーナーに変更された。
- 九重イケメン農家神77人それぞれの特技がはっきりしなかったため
- あんどうのお好み焼き(宇佐市)地元の人にとってはソウルフードであるが、豊後遺産レベルでは無かった。
- 狙撃してくるトイレ(臼杵市)ロケ当日にトラブルで音が出なかったため、代理でロケに行った竹尾が異例ではあるが自己判断で認定しなかった。
- 岡藩滝落しの刑場跡(豊後大野市)JOKERBIG4ミリタリーさんによる滝プレゼンバトルのネタ。刑罰を科すか判断難しい時に、罪人の手足を縛って滝に落とし、対岸に泳ぎ着いたら無罪放免になった。
- 原尻の滝の柱状節理(豊後大野市)JOKERBIG4神志那さんによる滝プレゼンバトルの最初のネタ。放送では念のためのもう１ネタ「落ちない地蔵」が新豊後遺産に認定された。
- コンビニ＆コインランドリーバチカン(佐伯市)バッティングセンター跡にできたコインランドリーを主とした施設。佐伯に根付くまで認定保留。

## トミーボイス履歴
- 向き不向きより前向き
- 仕事は8割程度で頑張って
- 嫌なことは寝たら忘れる
- 思い切ってやめてみるのもイイ
- 三歩進んで二歩下がる
- 大丈夫、言うほど誰も見てないです
- 危ないと思ったらひとまず下がりましょう
- 迷ったら保留
- ひとまず家から出ましょう
- この際引っ越してみるのはどうですか？
- 人生、勢い。
- あえて空気は読みません
- 笑ってごまかしましょう
- 明日は定時に帰りましょう
- よし、思い切って断りましょう
- 明日がダメなら明後日
- 考えても答えは出ません
- 意を決して有給休暇を取りましょう
- 新学期デビューするなら今
- 夏休みは終わりました。現実に戻りましょう
- 今年は早めに衣替え
- 起死回生
- 休みの日は携帯の電源をOFFに
- 明日のお昼はコロッケ清き一票をお願いします
- 愛とは失って初めて気付くもの
- トミー下克上はまだ早いぞ（リカーボイス）
- たまには決めます
- 結婚はタイミング
- 沈黙は最大の勇気
- 後ろから視線を感じたら9割方はいます(?)
- 気まずい場面に鉢合わせたら回れ右
- 今年も残りあと1か月 カウントダウン始まってます
- 今年のわだかまりは今年中に全部吐き出しましょう
- 受験勉強はクリスマスと正月は休んで大丈夫
- 年末は一旦家族会議で
- 意外と寝た方がいいかも知れません
- 今年は本当の自分を出しましょう
- 大丈夫 まだ余力はあります
- 大切なモノは意外と近くに転がってます
- 宴会芸は心にキズを負わない程度で
- 花粉シーズン ヤツはすぐそこまで来ています
- 寒いと認めたらそこで負け
- 春は恋する季節　モテ期は多分、今です。
- 受験のお守りは1個まで
- 無礼講はウソです。
- 身辺整理　それなくても生きていけます
- 新生活始まります ほどよい距離感でお願いします
- 個性を出すのは2週間待ちましょう
- 半袖はまだ早いです
- 桜は散りました いい加減 目を覚まして下さい
- 5月病対策はお早目に
- ゴールデンウィークは2ハメはずしまでOK
- 5月病今が一番危ないです
- カミングアウトしても受け止めます
- 貸したお金は戻ってきません
- それ本当に必要ですか?
- 明日は我が身です(?)
- 定期的に毒は抜きましょう
- すみません今回は思いつきませんでした。
- 夏休み、何が何でも休みます。
- 夢を語る前にお金を稼ぎましょう(?)
- その件、最悪どうにかなります。
- とことん話し合ってダメならじゃんけんで
- 誰にでも、ガタは来ます。
- 泣かず飛ばず(?)
- もうちょっと、、、あれです、頑張った方がいいです。
- 明日がダメなら明後日です
- 限界の向こう側、多分行けます
- どっちかと言うと、中の下です
- 明日は酔いどれくじゃくパン　海外ロケがかかってます
- 下克上ならず
- 応援してます 中間管理職
- 目指せスピード婚
- 自薦他薦問いません。口に自信ある人、冨永まで
- 来週頑張ります
- そのハンコ本当に捺していいですか？
- なんだかんだでスポーツする人はもてます
- ショウガ・ニンニク・タマゴ 一発で治ります
- 年賀状、どこまで出すか悩んでます
- 結局、人間が一番怖いです
- クリスマス、考え方によってはただの平日です。
- 来年はフレキシブルにJustDoIt!
- 今年はかみません
- この辺で、勉強するか寝るか選んでください。
- 勝負事は大抵言いだしっぺが負けます
- 態度は小さく 気持ちは大きく
- 義理チョコもカウントしてOKです
- そろそろリアルタイムで観ましょうか
- 遅刻の日はひとまず精神統一
- 家の広さは気持ちの持ちよう
- 新社会人いつでも実家に帰ってよし！
- 新生活　器をデカくして望んで下さい
- 春の路線変更は慎重に
- もう少しリニューアル感出した方がいいです
- 目指せ！ノーリスク、ハイリターン
- わりかし・・・、やってる方だと思いますよ。
- サウナのテレビは5chで
- eyan5月号、出てます。
- GW休みじゃなかった人　ひとまず、深呼吸して下さい。
- 笑っちゃいけないと思うと笑うタイプです。
- ちょっと飲む量考えましょう
- 一回でいいからリアルタイムで観て下さい
- 昨日、飼い犬に噛まれました。
- 今の内に100円玉崩しといてください
- 見切り発車 オススメです
- 簡単には2週またぎさせませんよ
- 加齢臭は人生のアロマオイルです。
- 来週、JOKERDXはお休みですが 終わったわけではありません。
- またまた来週もお休みです、そろそろ私も心配になってきました。
- 意外と下ネタ大丈夫でした
- 次の収録までに100個作ってきます。協力者求む
- 鼻呼吸忘れてませんか？
- 今日(8月27日)は私の誕生日です。プレゼントお待ちしてます
- 田舎じゃブイブイ言わせてます
- 塩味も悪くはないです
- 見られてますよ 机の上 片付けましょう
- お小遣い交渉次第で500円は上がります
- 今日はあげあげベコモコx3ぜひ投票してください!
- 新しい時代の幕開けです。
- 社長、そろそろパスポートの準備に入ります。
- そろそろ調味料の消費期限確認しましょう
- まずはスニーカー買います。(スイーツマラソン用?)
- 時には解かない方が良い謎もあります。
- 鼻づまりの対処法 緊急募集!!
- 最後は自力です。
- 反省は3回までOKです。
- 大掃除今から始めないと終わらないタイプですよ
- もう、隠し事はありません。
- 大晦日年末スペシャル 家族で見ても大丈夫な内容です
- 台湾の方が鼻の調子良かったです。我愛台湾(台湾大好き)
- 正月太りは幸せ太り
- 打ち出の小槌は残念ながら、ありません。
- 実は今日もワイプ中ちょっと鼻出てました。
- 迷走中です。(アヤーナボイス)
- 2週分は足が痺れます。(アヤーナボイス)
- 邪心があるからダメなんです。
- 3月19日(日)今から予定全部キャンセルしてください
- ココまで大事になりました。あとは皆さん次第です。
- 卒業アルバムは実家に置いとくのがベストです。
- カレーライスはピースフード
- 大鍋食べた人、放送見てるかチェックします(TAKE1)
- 来年はドームで感謝祭(?)(TAKE2)
- タレント、女子アナ、悪くないですよ。
- 引っ越しの段ボール、今捨てないと本当に残りますよ
- 連休無くても元気出して
- 引っ越しした初日に霊が出るって言われました
- グッズを売る前に一度だけこの番組の事を思い出して下さい
- 番組の間に1人くらい増えてるかもしれません
- 色黒の皆さん、あきらめないで。
- これで本当に隠し事は何もありません
- 夏休み　週五でそうめん　大歓迎
- お父さん方　期待のしすぎは体に毒です
- 道を間違えたら早めに申告しましょう
- 気合で産んできますので、皆さんもお仕事頑張ってください

## アヤーナボイス履歴
- ストレスがたまった時は　お掃除がオススメです。
- 梶さんのCameraCafeか剥製カフェ　皆さんお楽しみに
- ポイをピトっ
- 今日はスパイダーマンの公開日昨日は私の誕生日 私情を挟んですみません
- 今日からアゴの強化月間です
- 私のあるあるは無意識に変な効果音が出ます
- 男性の皆さん女性の努力を分かってください
- 実はここだけの話　私、ビンタが得意なんです(？)
- わたしの梨を食べたのは誰ですか？
- 秘境ある所にハプニングあり
- おやすみなさい
- 飲み過ぎには注意して下さい
- 今日は開花記念日です
- どんなにスゴい人でも人間なんやなぁ
- 個性と個性のぶつかり合い。どすこい（？）
- ジェスチャーは世界共通です
- ブログを更新しました。
- トントンが一番。
- 幸あれ。
- 受け入れる心
- ワン・ダフルな1年に。
- 心の潤いをありがとうございました
- 美人は毛穴が違う。
- 乳歯は成長記録です。大切に保管しましょう。
- 次は感謝祭でお会いしましょう
- もし、私がコスプレをするなら　けいおん！のムギちゃんです。
- Il giappone ha più umidità rispetto all'Italia.(アンナボイス)
- (日本はイタリアに比べて湿気が多いです)
- In tipo di persona che mi piace è la persona cui mi innamoro(アンナボイス)
- (好きになった人を、好きになります)
- 感謝祭に来てくださいね。じゃんけんぽん♪
- どうか、温かい空気作りをお願いします。
- ちゃぶ台の安心感。
- JOKERファミリー万歳
- 一歩ずつゴールデンに近づいています
- ピエールさん焼肉店のバイト、おすすめです。
- もっと、毒吐けば良かった。

## トミーボイス履歴(復帰後)
- ちゃぶ台がしっくりくる
- 母性は捨ててシビアにやっていきます。
- 視聴者メール最近はちゃんと見てます
- 想像力は変態の始まり
- 褒められて伸びるタイプですか？わたしもです。
- 見事、乳離れ完了しました。
- 女心はなかなか面倒くさいです
- 木曜日オスカル、金曜日JOKERで。
- 今から戸締り始めて下さい
- 大丈夫、今は時代が追いついてないだけです。
- 携帯出してフォローボタン押すだけです。
- 豚バラの次はセンマイが好きです
- 最近、傷の治りも遅いです。
- 最近、他局の人に間違われます。
- 顔に出やすいので取説（おじさん取扱説明書）熟読します。
- トミーボイス、浮かんでこない　ああ無情。
- もう一回、チャレンジさせて下さい。
- トイレは最高のプライベート空間です
- あなたのキューティクルは元気ですか？
- オオカミくんは　だいたい良い香水つけてます
- なんか、今日ずっと目の中にゴミが入ってました
- 今まで信じてきたこと疑った方が良さそうです
- 防災グッズにオススメです　いかがでしょうか？
- 100円玉を崩す季節がやってきました
- メインMC　JOKERの100倍緊張します
- 油断してるといい話持ってくる番組なんです
- マネージャーって響き　なかなか好きでした。
- 最近、レモンサワーにハマってます。
- 指輪失くすってなかなか心えぐられます。
- 12月30日正午から年末増刊号1時間SPです
- 感動して泣いてしまいましたが　すみません、10分前まで寝てました。
- 今年の抱負　結婚指輪を探します
- 自分が思った以上に疲れてますから、早く寝ましょう。
- 新年会の幹事です。頑張ります!
- できればスタジオカメラも加工フィルターして欲しいです
- 第二のジョン森、お待ちしております。
- 職場や学校、公共の場に適したタンブラー、作ります。
- 意外と気付かないうちに支えてることもあるもんですね
- 許せないなら許さなくていいと思います
- こういったモノお家の中に眠っていませんか？
- 夜泣きで泣き止まない時は一緒にハモってました。
- わぁ!!なかなか良いフィット感です。
- 顧問はもうちょっと…もう1回いいですか？
- 皆さんが忘れた頃に顔出します。

## アヤーナボイス履歴(復帰後)
- みなさん枝村のグッズ期待してて下さい
- 何よりも日頃の行いだと思います
- 隧道と人生は似ている気がします